# Pseudolatisternum jeanneli
Pseudolatisternum jeanneli là một loài bọ cánh cứng trong họ Cerambycidae.